# Ermida de Santo Cristo do Cruzeiro
A Ermida de Santo Cristo do Cruzeiro localiza-se na cidade de Angra do Heroísmo, na ilha Terceira, nos Açores.

Encontra-se classificada como Imóvel de Interesse Municipal pelo Decreto n.º 129/77, de 29 de Setembro, classificação confirmada por inclusão no conjunto classificado da Zona Central da Cidade de Angra do Heroísmo, conforme a Resolução n.º 41/80, de 11 de Junho e artigo 10.º e alínea a) do artigo 57.º do Decreto Legislativo Regional n.º 29/2004/A, de 24 de Agosto .

## História
O Padre Jerónimo Emiliano de Andrade é o primeiro historiador Açoriano a fazer-lhe uma referência chamando-a do Senhor Santo Cristo. Faz-lhe a referência quando se ocupa do Convento de Nossa Senhora da Guia (Angra do Heroísmo).
No entanto quem faz uma descrição desta ermida com todos os pormenores é o Dr. Alfredo da Silva Sampaio, que informa a sua origem e diz como foi edificada. O Dr. Sampaio descreve-a assim: 
«Acha-se situada num pequeno largo formado pelo encontro das Ruas da Garoupinha, do Cruzeiro, da Memória e Ladeira de São Francisco (…)».
Segundo uns apontamentos encontrados no espólio do falecido Padre Francisco Rogério da Costa, depreende-se que naquele lugar existiu outrora um cruzeiro junto às Hortas que ali havia, e ao qual iam as Estações Religiosas. Estas Hortas pertenciam a João Vieira, o Velho, em 1556, o qual era também instituidor da Capela de São João Baptista (Angra do Heroísmo), ao canto da rua do mesmo nome.
Nas Hortas foram edificadas várias em volta da ermida, parte das quais foram reedificadas há poucos anos; e no Cruzeiro, que já existia em 1556, que foi edificada a actual ermida em 1739, com o título do Senhor santo Cristo do Cruzeiro, por ter a mesma imagem do Cristo na lavrada cruz, tudo numa só pedra, que existia no referido Cruzeiro».
O Dr. Alfredo Sampaio refere: «Esta ermida foi construída expensas de alguns fiéis, sendo um deles Bento Giraldes Soares, reverendo beneficiado da Colegiada de Nossa Senhora da Conceição desta cidade. A sua arquitectura é antiga e de pequenas dimensões. Tem uma só porta de entrada, e próxima uma pequena janela, o que torna escuro o interior deste templo.
Tem uma só capela no fundo onde está a cruz a que acima nos referimos, e aos lados a imagem de Nossa Senhora das Dores e a imagem de São José».